# Onthophagus zavreli
Onthophagus zavreli là một loài bọ cánh cứng trong họ Bọ hung (Scarabaeidae).